# Lysovice
Lysovice település Csehországban, Vyškovi járásban. Lysovice Rostěnice-Zvonovice, Hlubočany, Dražovice, Letonice, Kučerov és Podbřežice településekkel határos. Lakosainak száma 296 fő (2024. január 1.).

## Népesség
A település lakosságának változását az alábbi diagram mutatja:
| Lakosok száma | 398  | 424  | 438  | 423  | 283  | 237  | 280  | 280  | 290  | 296  |
|               | 1869 | 1890 | 1921 | 1950 | 1980 | 2001 | 2017 | 2019 | 2022 | 2024 |